# Свети Луи (Блоа)
„Свети Луи“(на френски: Cathédrale Saint-Louis de Blois) е католическа катедрала в епархия Блоа, департамент Лоар е Шер в град Блоа, Франция. Катедралата се намира в центъра на града, на площад „Свети Луи“, на един километър от гарата и половин километър от замъка Блоа.
В VI век на мястото на катедралата се е намира параклис, посветен на свети Петър. През 1927 г. по време на археологически проучвания, е  открита крипта на древен параклис. През XI век, на мястото на параклиса е построена римска църква, от която сега е останала само основата на камбанарията и няколко опори на подземния етаж. През 1544 г. си полагат основите на нова църква, посветена на светеца Соленис, епископ Шартър, мощите на когото се съхраняват на това място от IX век.
През 1697 г. епархия Шартър е разделена, и Блоа, се превръща в център на нова епархия. В чест на придобиване на катедралата в Блоа на статут на катедрала, Луи XIV дарява на катедралата орган. В знак на благодарност за кралския подарък катедралата е осветена в чест на Свети Луи. През 1860 г. към храма е прикрепен параклис на Дева Мария, а през 1867 е построен готически деамбулаторий. Средновековни стъклописи на катедралата не издържат на бомбардировките на Втората световна война. Така през 2000 г. тържествено са открити новите витражи, изработени от Жан Моро по скици на холандския художник Ян Дибетс. Общата площ на витражите е 360 квадратни метра.
Построена в две стила, катедрала  „Сент Луи“ съчетава в себе си черти на късната готика и класицизъм. Стените и са подкрепени от контрафорси, с пинакли и са прикрепени гаргойли. В същото време, триъгълен фронтон увенчава купола на камбанарията с йонически и коринтски колони, които носят в себе си ярко изразени признаци на класическия стил.
Катедралата е трикорабна с прилежащи странично към нефа редове от параклиси и петигранна апсида с деамбулаторий, без трансепт. Най-старият параклис датира в XII век. централният неф на катедралата е увенчан с кръстовиден готически свод, стените са прорязани от високи прозорци, благодарение на които катедралата е обляна от светлина. В криптата на катедралата в саркофази са погребани епископите на Блоа.
Катедралата е отворена за посещения всеки ден от 7:30 до 18:00 часа.